# أكيهيرو كويكي
أكيهيرو كويكي (باليابانية: 小池 明広) هو موجه قوارب ‏ ياباني، ولد في 1 نوفمبر 1962.

## وصلات خارجية
- أكيهيرو كويكي على موقع الاتحاد الدولي للتجديف (الإنجليزية)
- أكيهيرو كويكي على موقع اللجنة الأولمبية الدولية (الإنجليزية)
- أكيهيرو كويكي على موقع أوليمبيديا (الإنجليزية)